# Меллінген (Німеччина)
Меллінген (нім. Mellingen) — громада в Німеччині, розташована в землі Тюрингія. Входить до складу району Ваймарер-Ланд. Центр об'єднання громад Меллінген.
Площа — 14,41 км2. Населення становить 1505 ос. (станом на 31 грудня 2021).

## Галерея

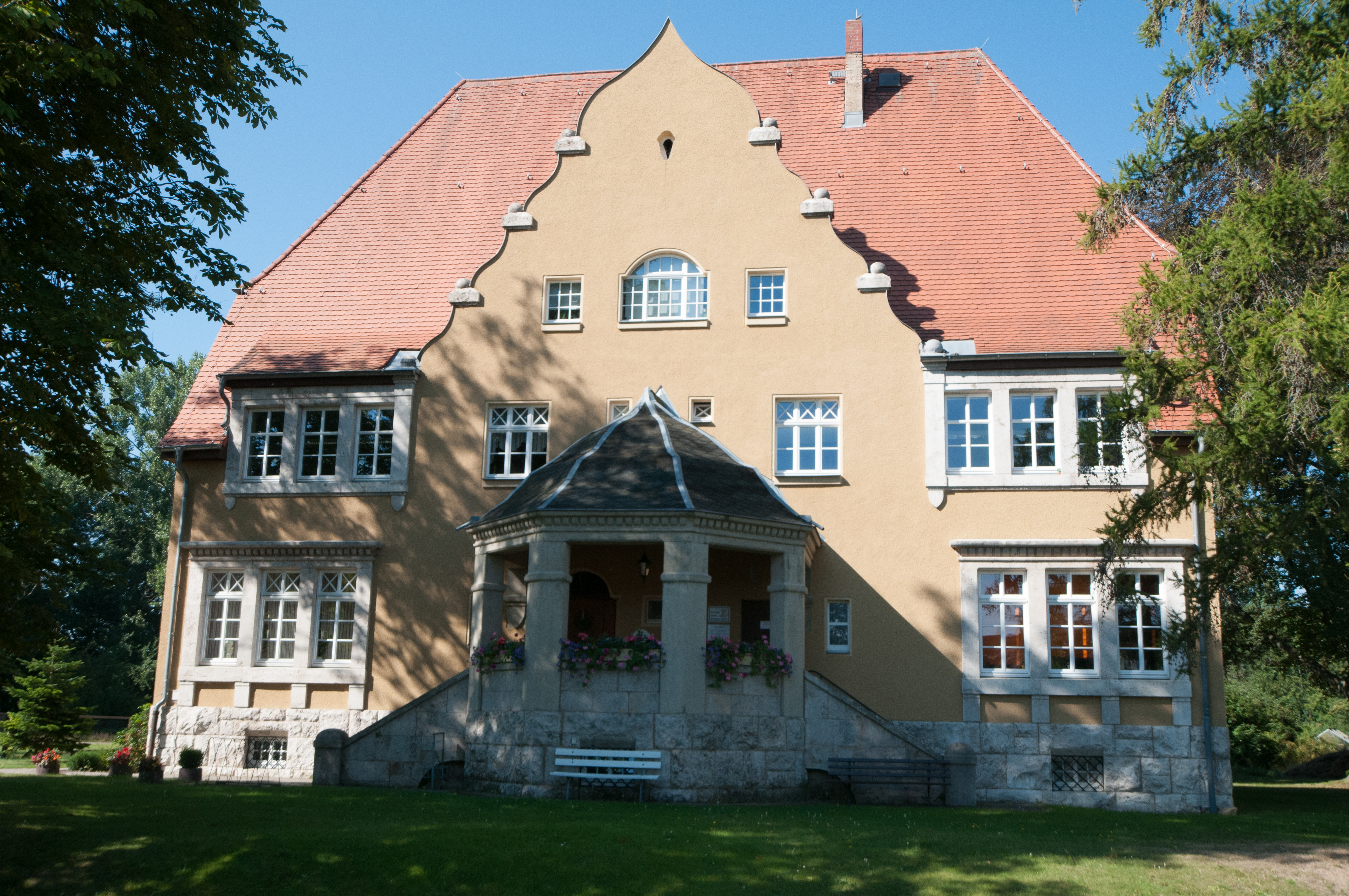
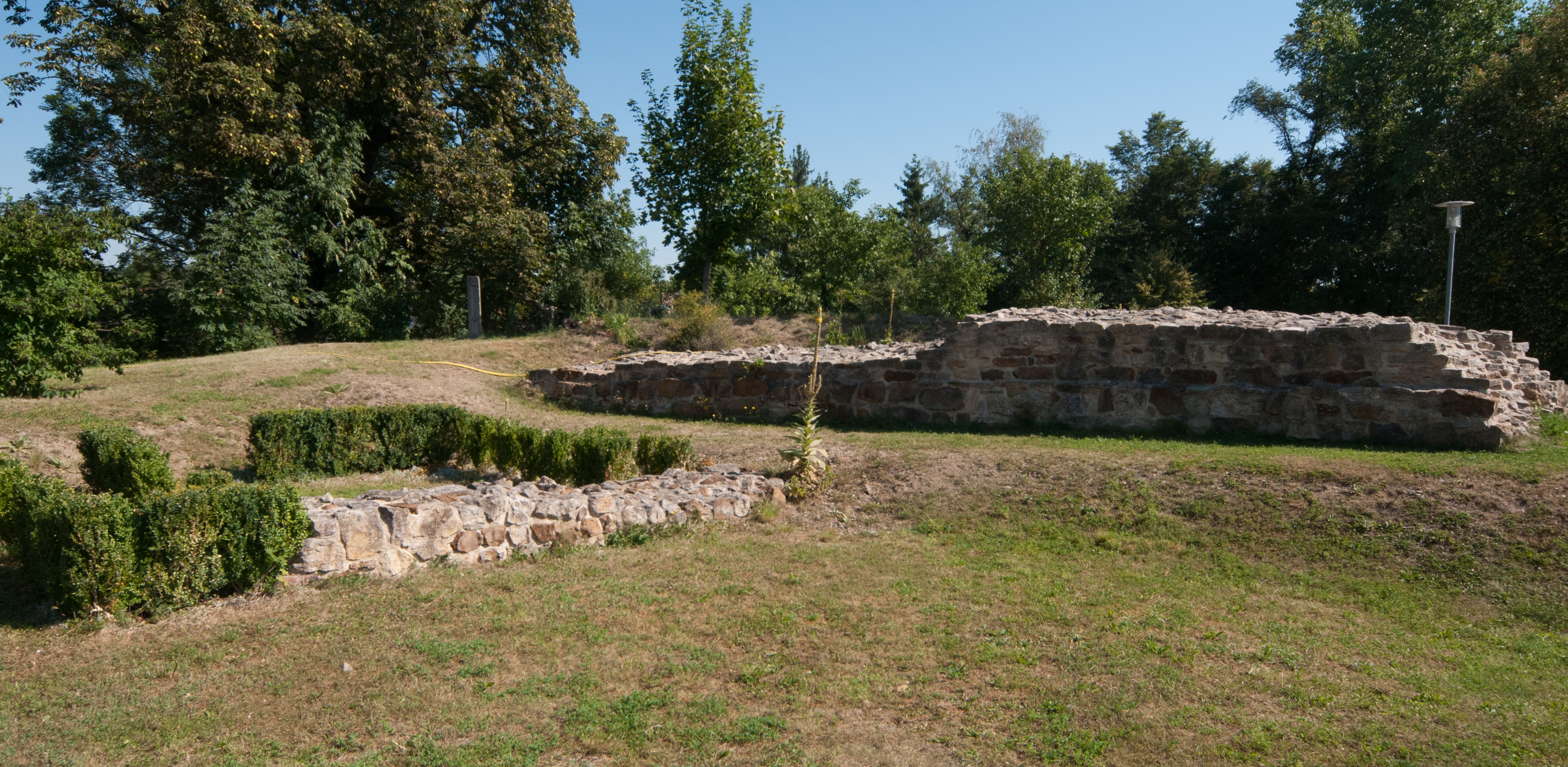
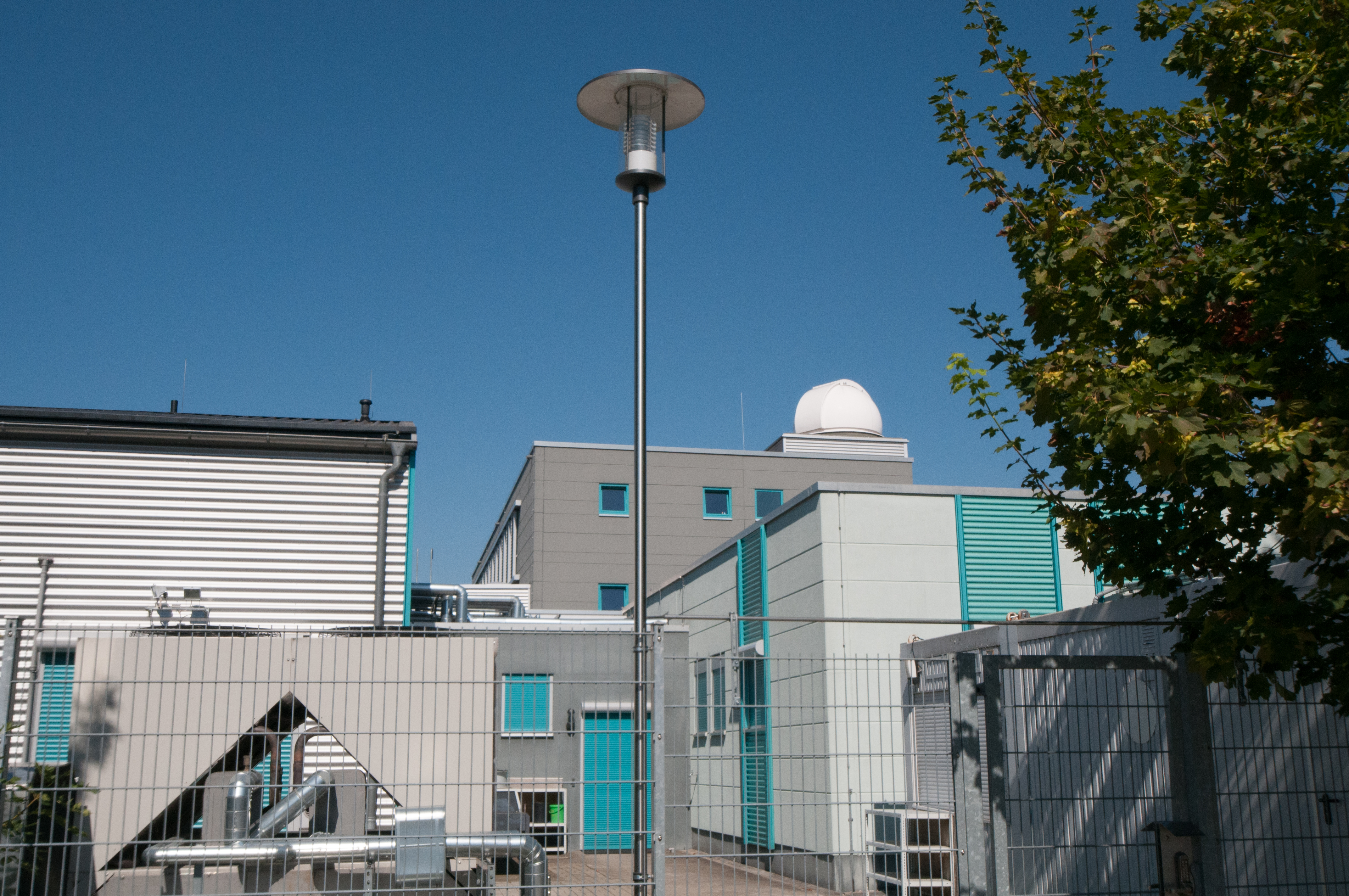